# حوزه انتخابیه فریمان، سرخس و بخش‌های احمدآباد و رضویه
حوزهٔ انتخابیه فریمان، سرخس و بخش‌های احمدآباد و رضویه یکی از حوزه از حوزه‌های استان خراسان رضوی برای انتخابات مجلس شورای اسلامی است. این حوزه به مرکزیت فریمان، ۱ نماینده دارد.

## نمایندگان
- دوره دهم: سید احسان قاضی‌زاده هاشمی
- دوره یازدهم: سید احسان قاضی‌زاده هاشمی
- دوره دوازدهم: سید احسان قاضی‌زاده هاشمی

## پی‌نوشت و منبع
- «جدول حوزه‌های انتخابیه در انتخابات دهمین دورهٔ مجلس شورای اسلامی» (PDF). مرکز پژوهش و سنجش افکار صدا و سیما. بایگانی‌شده از اصلی (PDF) در ۵ اکتبر ۲۰۱۸. دریافت‌شده در ۴ ژوئیه ۲۰۱۶.